# Blauw-Wit in het seizoen 1964/65
Het seizoen 1964/1965 was het 11e jaar in het bestaan van de Amsterdamse betaaldvoetbalclub Blauw-Wit. De club kwam uit in de Eerste divisie en eindigde daarin op de derde plaats. Tevens deed de club mee aan het toernooi om de KNVB beker, hierin werd in de derde ronde verloren van NAC (0–1).

## Wedstrijdstatistieken

### Eerste divisie
|       | Alkmaar '54 | DHC   | Eindhoven | Elinkwijk | Enschedese Boys | Excelsior | Holland Sport | N.E.C. | RBC   | Veendam | Velox | Volendam | De Volewijckers | VVV   | Willem II |
| ----- | ----------- | ----- | --------- | --------- | --------------- | --------- | ------------- | ------ | ----- | ------- | ----- | -------- | --------------- | ----- | --------- |
| Thuis | 2 – 4       | 1 – 2 | 1 – 1     | 0 – 1     | 6 – 3           | 2 – 2     | 2 – 0         | 2 – 1  | 1 – 1 | 1 – 0   | 0 – 1 | 2 – 1    | 3 – 3           | 4 – 2 | 1 – 4     |
| Uit   | 0 – 2       | 1 – 2 | 1 – 3     | 2 – 0     | 2 – 1           | 0 – 4     | 1 – 1         | 1 – 2  | 1 – 4 | 0 – 1   | 1 – 1 | 1 – 2    | 1 – 1           | 0 – 0 | 1 – 1     |

### KNVB beker
| 1e ronde                                            | LONGA                                                   | 2 – 3 (1 – 2, 2 – 2) Na verlenging | Blauw-Wit                                            |
| 4 oktober 1964 Plaats: Tilburg Aan de spoorbrug     | Louis de Zwart 40' Ad Smolders 80'                      |                                    | 3' Henk Angenent 13' Hans Verhagen 117' Flip Stapper |
| 2e ronde                                            | Blauw-Wit                                               | 4 – 2 (1 – 0)                      | Heracles                                             |
| 6 december 1964 Plaats: Amsterdam Olympisch Stadion | Bert Slisser 24' Hans Verhagen 46', 75' Ruud Muskee 54' |                                    | 56' Gerrit Borghuis Roel Greving                     |
| 3e ronde                                            | NAC                                                     | 1 – 0 (0 – 0)                      | Blauw-Wit                                            |
| 28 februari 1965 Plaats: Breda Beatrixstraat        | Ad Graaumans 89'                                        |                                    |                                                      |

## Statistieken Blauw-Wit 1964/1965

### Eindstand Blauw-Wit in de Nederlandse Eerste divisie 1964 / 1965
| Stand | Gespeeld | Gewonnen | Gelijk | Verloren | Punten | Doelpunten voor | Doelpunten tegen |
| ----- | -------- | -------- | ------ | -------- | ------ | --------------- | ---------------- |
| 3e    | 30       | 14       | 9      | 7        | 37     | 53              | 39               |

### Topscorers
| #      | Naam             | Goal |
| ------ | ---------------- | ---- |
| 1.     | Hans Verhagen    | 14   |
| 2.     | Cor van der Gijp | 6    |
| 2.     | Maup Kruijer     | 6    |
| 2.     | Flip Stapper     | 6    |
| 5.     | Michel Kruin     | 5    |
| 6.     | Ruud Muskee      | 4    |
| 7.     | Henk Angenent    | 3    |
| 7.     | Herman Koers     | 3    |
| 7.     | Ruud Geestman    | 3    |
| 10.    | Paul Kramer      | 2    |
| 10.    | Bert Slisser     | 2    |
| Totaal | Totaal           | 53   |

| #      | Naam          | Goal |
| ------ | ------------- | ---- |
| 1.     | Hans Verhagen | 3    |
| 2.     | Henk Angenent | 1    |
| 2.     | Ruud Muskee   | 1    |
| 2.     | Bert Slisser  | 1    |
| 2.     | Flip Stapper  | 1    |
| Totaal | Totaal        | 7    |

## Voetnoten
Alkmaar '54 ·
Blauw-Wit ·
DHC ·
Elinkwijk ·
Enschedese Boys ·
Eindhoven ·
Excelsior ·
Holland Sport ·
N.E.C. ·
RBC ·
Veendam ·
Velox ·
Volendam ·
De Volewijckers ·
VVV ·
Willem II